# Alfabeto balinés
El sistema de escritura balinesa, nativamente conocida como Aksara Bali y Hanacaraka, es una abugida utilizada en la isla de Bali, Indonesia, comúnmente para escribir el idioma balinés austronesio, el javanés antiguo y el sánscrito. Con algunas modificaciones, el sistema de escritura también se usa para escribir el idioma Sasak, usado en la vecina isla de Lombok. El alfabeto es un descendiente del alfabeto brahmi, y tiene muchas similitudes con los alfabetos modernos del sur y sudeste de Asia. La escritura balinesa, junto con la escritura javanesa, se considera la más elaborada y adornada entre las escrituras brahmicas del sudeste asiático.
Aunque el uso diario de la escritura ha sido reemplazado en gran medida por el alfabeto latino, la escritura balinesa tiene una prevalencia significativa en muchas de las ceremonias tradicionales de la isla y está fuertemente asociada con la religión hindú. La escritura se utiliza principalmente hoy en día para copiar manuscritos de hojas de palma o lontar. Aunque el uso diario de la escritura ha sido reemplazado en gran medida por el que contienen textos religiosos.

## Características
Hay 47 letras en la escritura balinesa, cada una representa una sílaba con vocal inherente / a / o / ə / al final de una oración, que cambia dependiendo de los diacríticos alrededor de la letra. El balinés puro se puede escribir con 18 letras consonantes y 9 letras vocales, mientras que la transliteración sánscrita o las palabras prestadas del sánscrito y del antiguo javanés utilizan el conjunto completo. También se utiliza un conjunto de letras modificadas para escribir el idioma Sasak. Cada consonante tiene una forma conjunta llamada gantungan que anula la vocal inherente de la sílaba anterior.
La puntuación incluye una coma, un punto, dos puntos, así como marcas para introducir y finalizar la sección de un texto. La notación musical utiliza símbolos en forma de letras y signos diacríticos para indicar información de tono. El texto se escribe de izquierda a derecha sin límites de palabras (Scriptio continua). 
También hay un conjunto de "letras sagradas" llamadas aksara modre que aparecen en textos religiosos y talismanes protectores. La mayoría de ellos se construyen utilizando ulu candra diacrítico con los caracteres correspondientes. Varios caracteres adicionales, que se sabe que se utilizan en línea en el texto (en lugar de decorativamente en los dibujos), siguen en estudio y se espera que esos caracteres se propongan como extensiones balinesas a su debido tiempo.